# モナリザマニア
『モナリザマニア』は、ヨシカゲによる日本の漫画。『ジャンプスクエア』（集英社）にて、2018年11月号から2019年9月号まで連載された。

## ストーリー
カワセミは藝術大学への進学を目指し、日々絵の勉強を続けているものの、作品に独創性がないため、4度も受験に失敗している。画商のメルはカワセミの技術、知識、審美眼を評価し、贋作を作りを依頼する。メルはルーブル美術館に展示されている「モナ・リザ」は偽物であると考えており、カワセミの作るあらゆる絵画の贋作を利用することにより、真作を手に入れ、本物の「モナリザ」をルーブル美術館に売りつけるため奔走する。

## 登場キャラクター
カワセミ
藝大浪人生。技術・知識・審美眼を持つが、独創性がないため4浪している。実家の「なまめ絵画工房」に定期的に仕事を回すことを条件に、贋作の制作に協力する。贋作を制作することを通して、「その絵を観た人がどんな気持ちになってほしいか」という自分のそれまでかけていた気持ちを発見する。
メル・ゴードン
フリーの画商。元ルーブル美術館学芸員。1911年のモナリザ盗難事件のあと戻ってきたルーブル美術館展示のモナリザは贋作だと考えており、真作の可能性のある5つの贋作を入手しようと考え、カワセミに様々な絵画の贋作の制作を依頼する。

## 書誌情報
- ヨシカゲ 『モナリザマニア』 集英社〈ジャンプ・コミックス〉、全3巻
  1. 2019年1月9日発行（1月4日発売[2]）、ISBN 978-4-08-881702-6
  2. 2019年5月7日発行（5月2日発売[3]）、ISBN 978-4-08-881836-8
  3. 2019年9月9日発行（9月4日発売[4]）、ISBN 978-4-08-882062-0